# کیسه مرکب

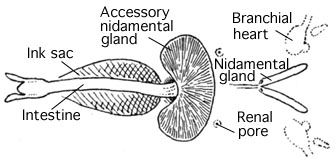
نمای شکمی از احشاء Chtenopteryx sicula که موقعیت کیسه مرکب را نشان می‌دهد.

کیسه جوهر یا کیسه مرکب (به انگلیسی: Ink sac) یک ویژگی کالبدشناختی است که در بسیاری از نرم‌تنان سرپاور یافت می‌شود و برای تولید مرکب دفاعی استفاده می‌شود. به استثنای سرپاورهای شب‌زی و سرپاورهای آب‌های بسیار عمیق، همه نیام‌داران (هشت‌پا و ماهی مرکب) که در شرایط نوری زندگی می‌کنند، دارای کیسه جوهر هستند که می‌توان از آن برای بیرون راندن ابری از مرکب تیره به منظور گیج کردن شکارچیان استفاده کرد.
کیسه جوهر یک کیسه عضلانی است که به عنوان امتداد روده عقبی ایجاد شده است. این یک غده زیرآبششی (هیپوبرانشی) اصلاح‌شده است. در زیر روده قرار دارد و به مقعد باز می‌شود، که محتویات آن - تقریباً ملانین خالص - را می‌توان به بیرون پاشید. نزدیکی آن به پایهٔ قیف به این معنی است که با استفاده از پیشرانش جت، هنگام بیرون راندن آب، می‌توان مرکب را پخش کرد. ابر ملانین خارج‌شده توسط ذرات مخاطی محدود می‌شود، بنابراین یک توده تقریباً به اندازه و شکل سرپاور تشکیل می‌دهد و توجه شکارچی را در حالی که خود نرم‌تن به سرعت فرار می‌کند، جلب می‌کند.